# Nes Sóknar Ítróttarfelag
Nes Sóknar Ítróttarfelag, ofta förkortat NSÍ eller NSÍ Runavík är en fotbollsklubb från Färöarna. Den grundades 24 mars 1957, och blev färöiska mästare första gången 2007. 
1986, 2002 och 2016 vann man färöiska cupen, medan man 2007 segrade i färöiska supercupen.

## Meriter
- Färöiska mästare:
  - Vinnare (1): 2007[1]
- Färöiska cupen:[2]
  - Vinnare (3): 1986, 2002, 2017
  - Finalister (6): 1980, 1985, 1988, 2004, 2015, 2021
- Färöiska supercupen:[3]
  - Vinnare (1): 2007
  - Finalister (1): 2017

## Placering tidigare säsonger
| Säsong | Nivå | Liga            | Placering | Webbplats | Färöiska cupen           |
| ------ | ---- | --------------- | --------- | --------- | ------------------------ |
| 2010   | 1    | Vodafonedeildin | 3         | [ 4 ]     |                          |
| 2011   | 1    | Vodafonedeildin | 4         | [ 5 ]     |                          |
| 2012   | 1    | Effodeildin     | 7         | [ 6 ]     |                          |
| 2013   | 1    | Effodeildin     | 4         | [ 7 ]     |                          |
| 2014   | 1    | Effodeildin     | 4         | [ 8 ]     |                          |
| 2015   | 1    | Effodeildin     | 2         | [ 9 ]     | Finalist                 |
| 2016   | 1    | Effodeildin     | 3         | [ 10 ]    |                          |
| 2017   | 1    | Effodeildin     | 4         | [ 11 ]    | CUPEN                    |
| 2018   | 1    | Betrideildin    | 2         | [ 12 ]    |                          |
| 2019   | 1    | Betrideildin    | 3         | [ 13 ]    |                          |
| 2020   | 1    | Betrideildin    | 2         | [ 14 ]    |                          |
| 2021   | 1    | Betrideildin    | 4         | [ 15 ]    |                          |
| 2022   | 1    | Betrideildin    | 9         | [ 16 ]    | Nedflyttad till 1. deild |
| 2023   | 2    | 1. deild        | 2         | [ 17 ]    |                          |
| 2024   | 1    | Betrideildin    | 4         | [ 18 ]    |                          |